# 希望钻石
希望鑽石（英語：Hope Diamond）是世界上现存最大的一颗蓝色钻石，原產於印度貢土爾的科魯爾礦場，於17世紀開採，該鑽石重達45.52克拉（9.104克）。由於含有微量的硼，因此呈現藍色的色調，其卓越的大小，揭示了關於鑽石形成的新資訊。
希望鑽石是史上著名的戈爾康達鑽石之一。根據最早的記錄顯示，法國珠寶商讓-巴普蒂斯特·塔維尼耶於1666年購買了這顆鑽石，並稱之為塔維尼藍。後來這顆石頭被切割，重新命名為法蘭西之藍（Le bleu de France），1668年，塔維尼耶把它賣給了法國國王路易十四。1792年，希望鑽石遭到竊盜至英國並重新切割，最大的一塊在1839年一份來自托马斯·霍普家族銀行的寶石目錄中，以希望（Hope）命名。
19世紀至20世紀期間，這顆鑽石曾經有過多位擁有者，其中包括華盛頓社交名媛伊芙琳·沃爾什·麥克林，她經常佩戴它。紐約珠寶商哈利·溫斯頓於1949年購買了這顆鑽石，並在此後數年內展示它，最後於1958年，希望鑽石捐贈給美國史密森尼学会美国国立自然历史博物馆永久展出。

## 資訊
希望鑽石又稱為Le Bijou du Roi（國王的珠寶），Le bleu de France（法蘭西藍）和Tavernier Blue（是一顆大型的45.52克拉（9.104克）深藍色鑽石，鑲嵌在金鐘吊墜上。由於其晶體結構中含有微量硼元素，因此在普通光線下呈現藍色，在紫外線照射下會呈現紅色磷光。被歸類為IIb類鑽石。自印度海得拉巴到法國、英國和美國多次易手後，現在它在公共展示中，被譽為「世界上最著名的鑽石」
- 重量

1988年12月，美國寶石學院的實驗室測定此鑽石重量為45.52克拉（9.104克；0.3211盎司）。
- 大小和形狀

這顆鑽石的大小和形狀被比作鴿蛋或梨形核桃。其長度、寬度和深度分別為25.60毫米×21.78毫米×12.00毫米（1英寸×7/8英寸×15/32英寸）。
- 顏色

它被描述為“深灰藍色”的“華麗”，或者是一種「深藍色」、「帶有鋼藍色調」的顏色。與希望鑽石相似的藍鑽，可以通過色度測量顯示其灰度（飽和度較低）比藍寶石還要低1996年，美國寶石學院在檢查了這顆鑽石將，藉由他們的專有尺度，將希望鑽石評為花式深灰藍色。從外觀上看，鑽石灰色的修飾符（遮蓋）非常暗（靛青色），產生了一種「墨水般」的效果，在白熾光下幾乎呈黑藍色。目前希望鑽石的照片經長使用高強度的光源，這種光源可以最大限度地增強寶石的光彩。
在流行文學中，有許多最高級形容詞用來描述希望鑽石，比如「超級深藍色」，通常將其與精美藍寶石的顏色相比，例如「最美麗的藍寶石之藍」，並將其顏色描述為「藍寶石藍色」、塔維尼耶將其描述為「美麗的紫羅蘭色」。
- 磷光

希望鑽石在短波紫外線照射後會表現出非常強烈、明亮的紅色磷光。這種「夜光」效應在光源關閉後仍會持續一段時間，而這種奇特的特性可能助長了它被認為是「被詛咒」的名聲。紅色磷光是藍色鑽石的一種現象，可幫助科學家「指紋」它們，使他們能夠區分鑽石真假，紅色磷光是因為石頭中含有硼和氮的混合物而產生的。
- 淨度

淨度被確定為VS1，並存在淺白色斑紋。
- 切割

希望之鑽的切割被描述為“垫形古典式切割，带刻面镶边，某些部位多了额外的刻面。
- 化學成分

2010年，鑽石從其底座中取出，以測量其化學成分。在鑽石表面打了一個一納米深的孔後，初步實驗檢測到硼、氫，以及可能存在的氮元素；硼的濃度從零到八每百萬不等。
- 觸感

當美聯社的記者羅恩·埃德蒙茲於2003年被史密森尼學會官員允許親手拿起這顆寶石時，他寫道，他腦海裡想的第一件事是「哇！」鑽石被描述為「觸感涼爽」。
- 硬度

鑽石是地球上已知最硬的天然礦物，包括希望鑽石在內，但由於鑽石的晶體結構中存在弱平面，如果處理不當，晶體可能會沿著這些平面斷裂。這些弱平面使得鑽石切割工人能夠將未切割的粗糙石頭分成更小的無瑕疵部分，然後進行琢磨的加工製程。
由於只有鑽石可以刮傷另一顆鑽石，所以為了製造琢磨的鑽石，未切割的粗糙鑽石被安裝在支架上，然後使用特殊的含有鑽石粒子的金屬砂輪將平整的面或刻面磨入石頭表面。這些面經過不斷細磨和抛光，使用越來越細的鑽石粉末，直到它們具有明亮的鏡面表面，最終製造出能夠透過折射/反射光線，以不同方式閃耀的寶石。

## 历史

### 地質起源
希望鑽石是在大約11億年前在地球深處形成的。像所有的鑽石一樣，它是由碳原子彼此形成強鍵時形成的。希望鑽石最初是嵌在金伯利岩中，後來被提取和精製，形成了現在的寶石。希望鑽石中含有微量的硼原子，與碳結構混合在一起，這導致了鑽石形成著罕見的藍色。

### 法兰西之蓝
根據1666年在印度獲得這顆寶石的法國寶石商人讓-巴普蒂斯特·塔維尼耶所記載的評論，一些記載表明該「希望鑽石」起源於印度安得拉邦貢土爾的科魯爾礦場，在17世紀時，該地區是為顧特卜沙希王國的一部分。根據塔維尼耶的紀錄，當時鑽石約112 3/16克拉、形狀有些類似三角形，切割也比較粗糙，但他形容這顆鑽石是「美麗的紫色」。並將這塊還未切割的大石頭帶到巴黎。
1668年，塔維尼耶將這顆鑽石和其他14顆大鑽石以及幾顆小鑽石，一起賣給了法國國王路易十四。五年後的1673年，法國宮廷的御用珠寶師西爾·皮托（Sieur Pitau）重新切割這顆石頭，將其打磨成一顆67.125克拉的鑽石。在皇家清單上，這顆鑽石被描述為「鋼藍色」且顏色強烈，被稱為「皇冠藍鑽石」或「法蘭西之藍」，它被鑲嵌在金子上，掛在國王在儀式場合佩戴的頸帶上。1749年，法國國王路易十五讓宮廷珠寶師安德烈·雅克明（André Jacquemin）重新設計了這顆鑽石，並製成了一件為金羊毛騎士勳章而設計的禮服珠寶。路易十五死後，這顆鑽石就沒有被正式使用過。
1791年，因應法國大革命的爆發，法國國王路易十六和玛丽·安托瓦内特試圖逃離法國的嘗試失敗後，法國皇家寶藏的珠寶被移交給政府。1792年9月11日，當路易十六和他的家人被囚禁在聖殿廣場時，一群竊賊闖入了皇家倉庫，在為期五天的搶劫潮中偷走了大部分皇冠上的珠寶。雖然後來發現了許多珠寶，包括金羊毛勳章的其他寶石，然而法蘭西之藍卻不在其中，並在最後從歷史中消失了。
長期以來，人們一直認為希望鑽石是從法蘭西之藍所切割下來的，2005年在巴黎國家自然歷史博物館的檔案中重新發現法蘭西之鑽的三維鉛制模型時證實這一點。此前，法國藍的尺寸僅從1749 年和1789年繪製的兩張圖紙中得知；儘管模型在某些細節上與圖紙略有不同，但這些細節與希望鑽石的特徵大致相同，允許CAD技術以數位方式重建當初的法蘭西之藍。
歷史學家理查德·庫林提出一份對比報告，他推測法國皇冠珠寶的「盜竊」實際上是由革命領袖乔治·雅克·丹东所策劃的計劃的一部分，旨在賄賂對立的軍事指揮官布魯諾維克公爵。當在1805年被拿破侖攻擊時，布魯諾維克公爵可能已經重新切割了法蘭西之藍以隱藏其身份；在這種形式下，石頭可能在1806年隨著他的家人逃到英國。

### 霍普家族
1812年，一顆被稱為深藍色鑽石的寶石現身於倫敦，在由倫敦鑽石商丹尼爾·埃里森擁有，其重量為177格令（4格令=1克拉），根據強有力的證據顯示，這顆鑽石是法蘭西之鑽的重新切割體。也是希望鑽石的歷史可以明確確定存在的最早時間點，有幾個參考資料顯示這顆鑽石是由英國國王喬治四世所購得。關於鑽石在這些年裡發生的事情，有相互矛盾的報導。埃里森可能已被英國的喬治四世收購，可能是通過不伦瑞克-沃尔芬比特尔的卡罗琳的收藏品，雖然卡羅琳是摄政王妃（后来的英國乔治四世的妻子），但她與丈夫分居，有時財務上的困難迫使她悄悄出售自己的珠寶來支持家計。卡羅琳的侄子卡爾二世後來曾擁有一顆13.75克拉（2.75克）的藍鑽石，被普遍認為是法蘭西之藍的另一件作品，該鑽石現已下落不明。
然而，喬治四世於1830年去世時，由於生前債務如此巨大，鑽石很可能是其生前透過私人渠道出售的。據報導，這塊石頭在1824年後來被一位名叫托马斯·霍普的富有的倫敦銀行家收藏，並以65,000美元或90,000美元的價格收購，霍普将其镶在一枚胸针上，他的弟媳经常佩戴着这颗蓝钻出席社交聚会，當霍普於1831年去世後，鑽石則交由亨利·菲利普·霍普收藏，這位人士正是將其鑽石命名為「希望之鑽」的命名者。
鑽石鑲嵌在一個相當簡單的獎章中，獎章周圍環繞著許多較小的白色鑽石，鑽石的紀錄可在霍普收藏目錄的1839年條目中找到，不過在條目中並未透露霍普從哪裡或從誰那裡獲得這顆鑽石。由於霍普於1839年去世後，經過約長時間的遺產訴訟，這顆鑽石先後歸由其侄子亨利·托馬斯·霍普贏得，先后在1851年伦敦世界博览会和1855年巴黎世界博览会上展出，亨利·霍普死于1862年12月4日，其妻继承了他的财产。1884年3月31日，霍普夫人去世，最終鑽石則歸霍普的侄孫弗朗西斯·霍普勳爵所有，但是根据遗嘱，他不能将其出卖。1894年，霍普與美国女演员梅·約赫結婚，并在其后靠妻子片酬维生。
1896年，霍普勳爵因陷入破產，在獲得上议院及他的姐妹們的許可，1901年，他出售這顆鑽石來幫助償還債務。

### 流落美国
弗朗西斯以29,000英鎊（今天相當於3.35百萬英鎊）的價格，將鑽石出售給倫敦珠寶商阿道夫·韋爾（Adolph Weil）。韋爾在1901年將石頭出售給鑽石商西蒙·弗蘭克爾（Simon Frankel），後者經常在紐約和倫敦進行交易，他因而將鑽石將其帶到紐約。有一份報告稱，他支付了25萬美元（今天相當於810萬美元）。然而在紐約，這顆鑽石被評估為價值14萬1千32美元（今天相當於459萬美元），並重新镶嵌了这颗宝石。
紐約時報曾報導過幾位鑽石珠寶的持有人遭遇不幸，但這份報告與更有可能的情況相矛盾，即鑽石1901年至1907年這段時間仍然掌握在弗蘭克爾珠寶公司的手中。像許多珠寶公司一樣，弗蘭克爾生意在1907年的經濟蕭條期間遇到了財務困難，因而稱這顆鑽石為「不祥鑽石」。
1908年，弗蘭克爾以40萬美元（今天相當於1206萬美元）的價格將鑽石出售給一位名叫萨洛蒙（Salomon）或萨利姆·哈比卜（Selim Habib）的富有土耳其鑽石收藏家，據報導，他是代表奧斯曼帝國的阿卜杜勒-哈米德二世的代表人。然而，在1909年6月24日，為了清償自己的債務，哈比卜的資產被拍賣，其中明確聲明希望鑽石是該藏品中他的兩顆從未歸屬於「蘇丹」的寶石之一。然而，有一份相反的報告認為蘇丹阿卜杜勒哈米德擁有這顆鑽石，但當他的王位「搖搖欲墜」時，他命令哈比卜將其出售。據稱，哈比卜在1909年在巴黎以8萬美元（今天相當於241萬美元）的價格出售了這顆石頭。巴黎的珠寶商西蒙·罗森诺（Simon Rosenau）以40萬法郎購買希望鑽石，並在1910年轉售給皮埃尔·卡地亚，售價為55萬法郎。根據一份報告，它在1910年以15萬美元（436 万美元）出售。
1910年，來自華盛頓特區的伊芙琳·沃爾什·麥克林和她的丈夫，在巴黎的卡蒂爾珠寶店看到了「希望鑽石」，卡蒂爾試圖將希望鑽石賣給麥克林。卡蒂爾是一位精明的推銷員，他使用低調的方式引誘麥克林夫人。在特殊的包裝紙下描述了寶石的輝煌歷史，這種懸疑感也起了作用：麥克林變得不耐煩，突然要求看看這顆寶石。她後來回憶說，卡蒂爾「在我們眼前展示了希望鑽石」。然而，由於她不喜歡鑽石鑲嵌，她最初拒絕了這個提議。卡蒂爾後來重新設計了鑽石的鑲嵌方式，並帶到美國麥克林夫人一個週末時間考慮。《紐約時報》對銷售情況的報導有所不同；一份報導認為年輕的麥克林夫婦同意購買鑽石，但在得知它所謂的不幸歷史後想退出交易，因為他們對「各個所有者所遭遇的不幸歷史一無所知」。這項協議也牽涉到卡蒂爾和麥克林雙方律師的爭論。
1911年，這對夫婦以30萬美元以上（今天相當於870萬美元以上）的價格購買了希望寶石，估計銷售價格有著15萬美元和18萬美元的不同說法。另一種情況是，麥克林夫婦可能捏造了對所謂的「詛咒」感到擔憂，為了產生公眾關注，因而增加他們的投資價值。
當時，希望之鑽被描述為「躺在一床白色絲綢上，周圍環繞著許多切割成梨形的小白鑽石」的頭飾，之後稍後成為一條鑽石項鏈的墜飾，新的鑲嵌設計為當今的鉑金框架，周圍有一排由16顆鑽石組成的交替排列，其中包括舊礦割和梨形割。麥克林夫人於1912年2月在一次招待會上戴上了它，據報這是自它「換了主人」以來首次公開亮相。她在社交場合展示這顆鑽石，並在她主辦的許多社交場合穿著它持續到她於1947年去世為止。
希望之鑽在麥克林家族擁有所有權期間並未被盜。當麥克林夫人於1947年去世時，她通過遺囑將鑽石遺贈給她的孫子女，並要求她的前任財產要一直由受託人保管，直到長子或長女年滿25歲為止。這個要求將在未來20年內阻止任何出售。然而，受託人得到了許可，出售她的珠寶以清償她的債務，並於1949年將「麥克林夫人的珠寶收藏」其出售給紐約鑽石商海瑞·溫斯頓。

### 史密森尼學會至今

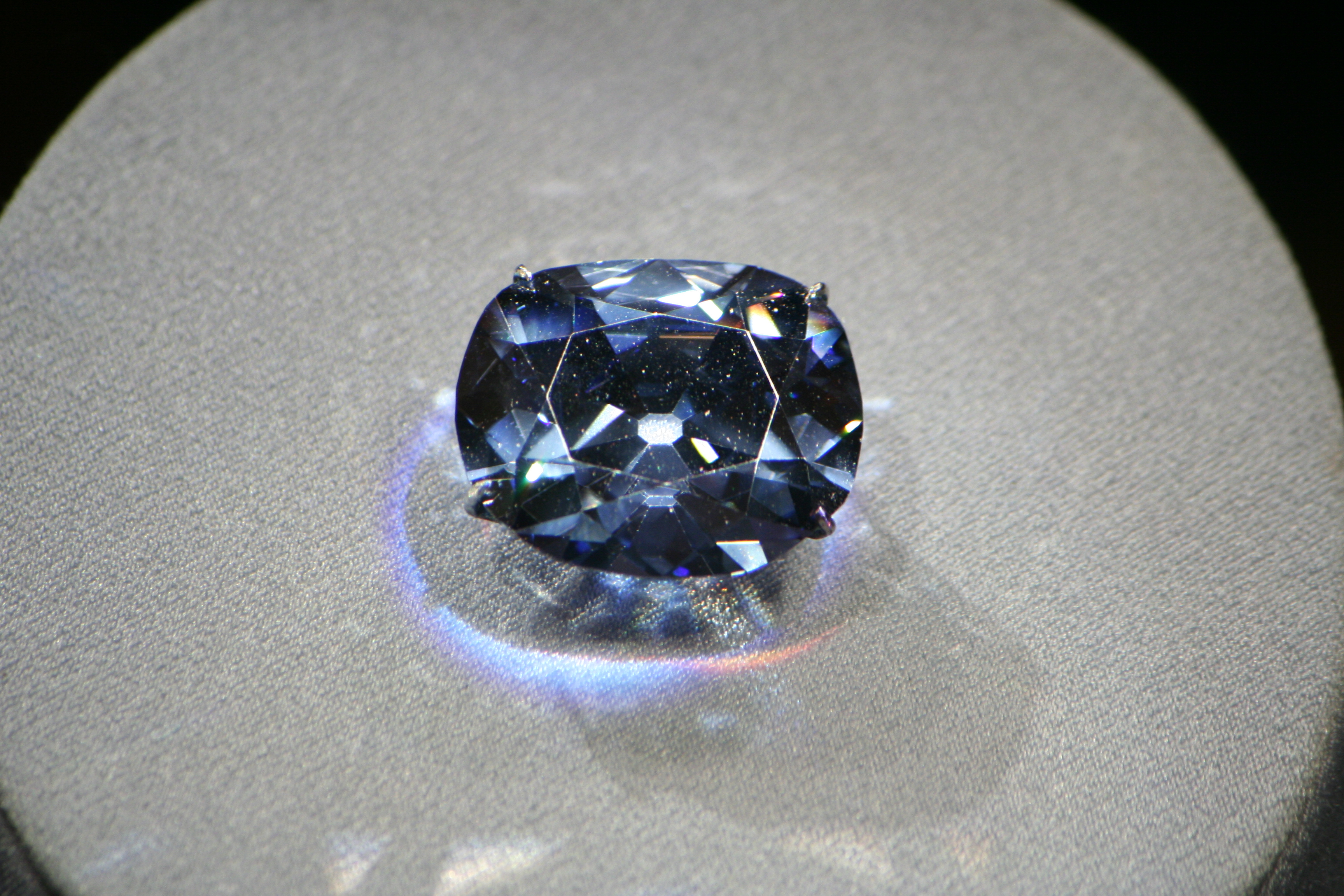
獨立展示的希望鑽石，2010年。

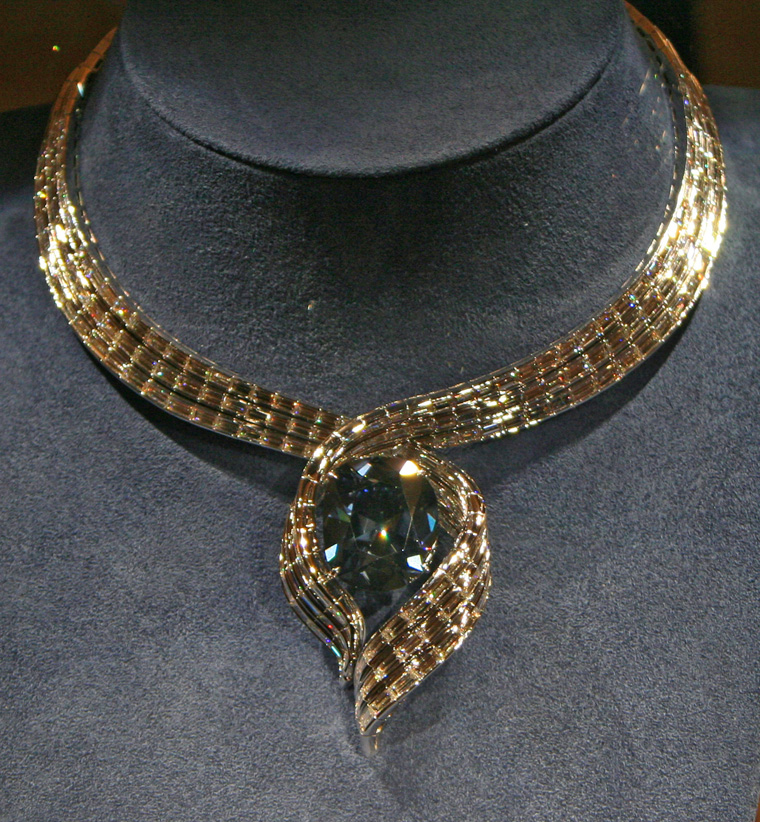
放置於擁抱希望上的希望鑽石，2012年。

1949年，溫斯頓從麥克林的遺產中購得了她的珠寶收藏，包括希望鑽石、94.8克拉的東方之星鑽石、15克拉的南方之星鑽石、9克拉的綠鑽石和一顆31克拉的鑽石，現在被稱為麥克林鑽石。在接下來的10年中，溫斯頓的珠寶公司在全球舉辦了許多展覽和慈善活動，展示了希望鑽石，包括在他們的珠寶展覽「珠寶宮廷」中作為核心展品。1958年11月10日，史密森尼學會的礦物學家喬治·斯威策說服了珠寶商海瑞溫斯頓捐贈希望鑽石，作為於擬議中的國家寶石收藏品存放在國家自然歷史博物館。溫斯頓默許後，他將希望之鑽裝在一個用牛皮紙包裹的盒子裡，作為簡單的掛號信通過美國郵政寄出，投保金額為100萬美元，費用為145.29美元，其中2.44美元用於郵資和余額保險。它一到達就變成了博物館的樣本#217868。斯威策不相信任何關於詛咒的故事。他捐贈了這顆鑽石的原因，是希望它能幫助美國「建立寶石收藏」。
自從捐贈以來，希望鑽石只有四次離開史密森尼學會。1962年，它作為法國珠寶十世紀展的一部分在法國巴黎的羅浮宮展出了一個月。1965年，希望鑽石前往南非約翰內斯堡的蘭德復活節展覽會展出。1984年，該鑽石被借給了海瑞溫斯頓公司，作為該公司50週年慶祝活動的一部分展出。1996年，希望之鑽再次被送到紐約的海瑞溫斯頓公司進行清洗和一些修復工作。
多年以來，希望鑽石的重量一直被報導為44.5克拉。在1974年，它被拆下來並發現實際重量為45.52克拉。它被分類為「IIb型鑽石」，這些鑽石是半導體並通常會發磷光。希望鑽石會發出強烈的紅色磷光，在暴露於短波紫外線光線後會持續幾秒鐘。鑽石的藍色被歸因於石頭中微量硼的存在。包圍希望鑽石的吊墜上有16顆白色鑽石，既有梨形也有墊形切割。一個吊環焊接在吊墜上，麥克林通常會在上面懸掛其他鑽石，包括麥克林鑽石和東方之星。項鍊上則有45顆白色鑽石。
1988年12月，美國寶石學院的一組人員前往史密森尼學會，使用當今技術評定希望之鑽。他們觀察到這顆寶石表現出磨損跡象，具有顯著的磷光，並且其清晰度受到常見於藍色鑽石的白色條紋的輕微影響。他們將顏色描述為暗灰藍色。當天另一位寶石學家使用一台非常敏感的色度計進行檢查，發現深藍色中有一些非常輕微的紫羅蘭色成分，肉眼無法察覺。當前，希望之鑽是史密森尼學會展出最受歡迎的珠寶，也是該系列的核心展示品。
2009年，史密森尼宣布為慶祝這顆寶石在美國國家自然歷史博物館展出50年，將其暫時置於新的展示環境中。從2009年9月開始，它從以前懸掛在一條含有45顆鑽石的項鍊上取出，被作為獨立的寶石展示，這是它首次單獨公開展出。
在2010年底，希望鑽石回到了它傳統的原有墜飾，同年11月，在海瑞·溫斯頓公司的創作下，「希望鑽石」以一個暫時新設計的項鍊「擁抱希望（Embracing Hope）」展示在史密森尼博物館中。三個以白鑽和白色金屬為主的新設計方案被創造出來，公眾對最終版本進行了投票。希望鑽石還安置在一個新的深藍色頸部支架上，這個頸部支架是哈利·溫斯頓公司從展示組織Pac團隊中委託設計的。
2012年1月13日，希望鑽石再次回到了原有墜飾中，擁抱希望被嵌有另一顆價值「至少一百萬美元」的鑽石而被售出以裨益史密森尼博物館。
史密森尼館長曾描述希望鑽石是「無價的」且「無法替代」，盡管據報保險金額，希望鑽石約為2.5億美元。

## 传说来源
关于这颗钻石会带来厄运的故事，首先出于1909年，当时，May Yohe和纽卡斯尔公爵离婚，并将自己婚姻和演艺生涯的失败归罪于这颗钻石。在当年6月25日出版的泰晤士报上，一位驻巴黎的记者写了一篇文章，声称这颗钻石曾给许多拥有者带来厄运。1920年，May说服著名默片导演乔治·克莱恩拍摄了一部长篇希望钻石之谜，并亲自出演主要角色。该片编剧编造了许多故事，比如发现者塔韦尼埃被狗咬死（其实他以84岁高龄在俄罗斯善终），以及马拉塔人因此失败于英国等等。麦克林也为这个故事增添了一些角色，甚至包括俄国女皇叶卡捷琳娜二世。这些故事，再加上麦克林本人后来也确实遭遇不幸，都为这颗钻石蒙上了一层神秘的色彩。

### 传说
传说这颗钻石的前身是印度一座神庙的圣物，是大神罗摩之妻悉多神像的双眼之一，重112克拉。1642年法国冒险家塔韦尼埃连夜将其偷出。神庙祭司第二天发现之后就因此施下起于私心而拥有這顆宝石之者將會死於非命的诅咒。結果塔韦尼埃将此钻石献给路易十四之后就穷困潦倒在流落俄国时被一群流浪犬（另一則說是狼群）給咬殺。路易十四将其琢磨成69.03克拉，赠给情妇蒙泰斯达夫人，随即蒙泰斯达失宠。其后路易十六继承这颗宝石就非常喜爱，并将其赠与王后玛丽·安东尼特，结果两人在法國大革命中被送上断头台。
1792年该钻石被盗走，有一名盗贼将其带到英国，由于该钻石名声太大而出不了手结果被迫将其抵债因此饿死街头。新主人将其琢成现在大小后等到二十年的法律时效一过就将其出手给英王乔治四世，沒多久他本人就自杀，而乔治四世也陷入财政危机只好秘密卖出此钻石。1824年，著名银行家亨利·菲利普·霍普买下该钻石并用自己的姓氏Hope为其命名。由于Hope意即希望，故此钻石得名希望钻石。按照传说，从此开始霍普家族的生意开始走下坡路，其孙被迫将其拍卖抵债。传说该钻石之后落入俄国王子卡尼托斯基之手後來轉交他的情人蕾碧，随即她戴上之後沒多久遭到刺殺身亡，而卡尼托斯基在十月革命中被处决。再來是被凯末尔給废黜的土耳其苏丹阿卜杜勒·哈米德二世，當時他得到希望钻石，他的一個王妃為此喪生。
接下来华盛顿邮报的继承者艾弗琳·沃尔什·麦克林买下这颗钻石，结果她的儿子随即在车祸中不幸丧生，丈夫精神崩溃因此在精神病院過世，女儿也服安眠药身亡。1933年，华盛顿邮报也因为经营不善而被迫转手。1949年，珠宝商哈里·温斯顿买下该钻石，奇怪的是诅咒好像从此停止。1958年温斯顿将该钻石捐献给国立自然博物馆。整整二十年后，温斯顿方因心脏病過世。